# Germaine, Marne
Germaine är en kommun i departementet Marne i regionen Grand Est (tidigare regionen Champagne-Ardenne) i nordöstra Frankrike. Kommunen ligger i kantonen Ay som tillhör arrondissementet Épernay. År 2022 hade Germaine 529 invånare.

## Befolkningsutveckling
Antalet invånare i kommunen Germaine
| Referens: INSEE |